# Berit Hildre
Berit Hildre, née le 1er février 1964 à Ålesund, est une sculptrice norvégienne. Autodidacte, elle vit et travaille en Ardèche, en France depuis 1990 environ.

## Biographie
Berit Hildre découvre la sculpture lors d’un séjour en Crète, où elle rencontre le peintre français Louis Treserras, qui devient son compagnon et l’encourage à poursuivre dans cette voie. Sans formation académique, elle développe une approche intuitive de la sculpture, en s’écartant des codes traditionnels et académiques. 
Installée en Ardèche, elle travaille dans un atelier attenant à sa maison. 
Elle a eu une enfance très heureuse, proche de la nature, au bord d’un fjord, dans une famille de cinq enfants où chacun chantait et jouait d’un instrument de musique. Ses sculptures sont inspirées de ces souvenirs : « Mes petites filles sont comme des fleurs dans la prairie, comme une consolation au milieu des décombres. Elles sont nos anges gardiens, silencieuses et graciles, nous éclaboussant de grâce et de rires, nous protégeant contre tout ce qui nous accable au qotidien. Leurs regards sont comme des clairières, comme un nouveau monde, un matin frais, une nouvelle chance, un pardon, une absolution"." ».

## Œuvre
Berit Hildre est surtout connue pour ses sculptures de jeunes filles, aux postures simples, capturant des instants d’enfance figés dans la matière. Selon une démarche introspective et émotionnelle, elle sculpte souvent une esquisse en argile, pour chercher l'attitude juste, avant de réaliser un plus grand modèle en argile. Mon langage, c’est la terre »
Une fois le modelage achevé, elle confie ses pièces à la fonderie Barthélémy à Crest (Drôme), où se déroule un processus précis de transformation en bronze. Le reportage « La naissance de Lucie », publié dans *Dessins et Peintures*, retrace toutes les étapes : moulage en élastomère, réalisation d’un plan de joint, coulage de cire, puis fonte du métal à plus de 1100°C pour produire la version finale.
Berit Hildre décrit ses sculptures comme des « fleurs, merveilleusement fraîches et belles, vulnérables, à la merci de tant de choses qui peuvent, en un instant, anéantir ce petit miracle ; une pâquerette, une petite fille…  ». Le choix du bronze, matériau pérenne, contraste avec la fragilité émotionnelle des personnages représentés, tous issus de son imaginaire d’enfance.

## Œuvres notables
- Martine Marjolaine
- Justine
- Sisters
- Sophie and Sleeping Sunshine
- La coccinelle
- A l'école des souris

## Expositions
Ses œuvres sont régulièrement présentées dans plusieurs galeries, en France et en Suisse, notamment :
- Galerie Porte Heureuse à Roussillon[7].

- Galerie Sakah à Toulouse[8] ;

- Galerie Platini à Lyon, Annecy et Crans Montana[9] ;

- Galerie de l'Estuaire à Honfleur[10] ;

Elle a également été exposée dans des foires d’art contemporain, comme le Smart à Aix-en-Provence ou Grenoble Art Up.

## Acquisitions publiques
Une de ses sculptures, *L’Envol*, a été acquise par la commune d’Éteaux (Haute-Savoie) et est exposée à la médiathèque municipale

## Publications
Elle a publié en 2019  "Modelage - Têtes et expressions" aux Editions Ulisse, édité en six langues : français, anglais, néerlandais, allemand, chinois et tchèque.
En 2019, le livre "BERIT" a été publié par la Galerie Porte Heureuse et présente une rétrospective de ses œuvres.